# Pac-Land
Pac-Land è il settimo videogioco arcade della saga di Pac-Man, pubblicato dalla Namco nel 1984. Modifica sostanzialmente lo schema che i giochi della serie avevano mantenuto fino a quel momento, basato su un labirinto visto dall'alto popolato da palline e fantasmi, facendolo diventare un platform a scorrimento orizzontale e rappresentando il protagonista, gli ambienti e la musica come nella serie animata Pac-Man andata in onda dal 1982 al 1984.
La Namco pubblicò conversioni per le console NES e PC Engine. Nel 1988-1989 la britannica Grandslam Entertainments lo pubblicò per i principali home computer occidentali.

## Trama
Il protagonista Pac-Man, ora dotato di occhi, mani e gambe, deve riuscire a portare una fatina nascosta nel suo cappello a Fairyland dove incontrerà la regina delle fate che lo ricompenserà con un paio di stivali magici che lo aiuteranno nel viaggio di ritorno verso casa dove lo attende la sua famiglia.
Pac-Man attraversa un paesaggio che si estende in orizzontale attraverso città con idranti, deserti con cactus, boschi con tronchi lungo il sentiero, montagne con precipizi, piscine con trampolini, castelli labirintici con muri da aprire e altro ancora. 

## Modalità di gioco
Il gioco è costituito da 8 viaggi, chiamati trip, ognuno dei quali è suddiviso in tre livelli di andata e uno, più lungo, di ritorno. Ciascuno di questi quattro round ha un limite di tempo. Completati quelli di andata, a scorrimento verso destra, si passa al quarto, che è a scorrimento verso sinistra, con Pac-Man che è ora in grado di effettuare salti ripetuti grazie agli stivali magici ricevuti dalla regina delle fate.
In tutti i viaggi il protagonista è ostacolato dai fantasmi, che cercheranno di andare addosso a Pac-Man in vari modi, usando automobili, aeroplani, dischi volanti, trampoli e minibus a due piani, o lanciargli proiettili. In alcuni livelli si può perdere una vita anche cadendo nei burroni.
Ricompaiono i bonus dei classici Pac-Man: 1-2 pillole energetiche per round, che una volta prese permettono per un breve lasso di tempo di catturare i fantasmi, e vari tipi di frutti per aumentare il punteggio.
La grafica in stile cartoon è leggermente differente tra le versioni internazionale e giapponese. Nella prima il personaggio di Pac-Man è disegnato nello stile del cartone animato prodotto da Hanna-Barbera. La versione giapponese invece vede Pac-Man riprodotto con il character design delle locandine originali, ovvero con il naso lungo e gli occhi dalla forma differente.
Il cabinato della versione arcade non ha un joystick ma conta semplicemente tre tasti in totale: due per la direzione destra-sinistra e uno per il salto.

## Conversioni
Console:
- Nintendo Famicom (1985, Namcot) - dotato di alta velocità di scorrimento ma meno dettagli di sfondo, uscì ai tempi di Super Mario Bros. e risultò meno efficace di quest'ultimo, venendo presto considerato un suo clone con poche pretese[1].
- NEC PC Engine (1989, Namco) - conversione estremamente fedele, ha anche numerose migliorie strutturali[1].
- Atari Lynx (1991, Atari) - si distinse come una delle conversioni più performanti, anche se alleggerita nella grafica; la fluidità di gioco poteva anche superare quella dell'originale[1].

Computer:
- Commodore 64 (1988, Quicksilva) - probabilmente la più riuscita tra le versioni per computer a 8 bit[1], a suo tempo considerata una trasposizione da sala giochi molto fedele[2].
- ZX Spectrum (1989, Grandslam) - migliore della versione Amstrad nella risposta ai comandi, ma molto limitata nei colori[1].
- Amstrad CPC (1989, Grandslam)
- Amiga (1989, Grandslam) - quasi identica alla versione Atari ST, su queste macchine più potenti le conversioni erano graficamente fedeli all'originale, ma comunque difettose nello scorrimento e nella risposta ai comandi[1].
- Atari ST (1989, Grandslam)
- MSX (1989, Grandslam) - simile alla versione Spectrum, con i pochi colori anche più pallidi, tanto da togliere a Pac-Man il suo classico giallo[1].
- Sharp X68000 (1994, Dempa Shimbunsha)
- NEC PC-8001 (1985?, Enix)

Nel 1984 Namco pubblicò anche un gioco elettronico portatile LCD.
Emulazioni per piattaforme più moderne uscirono nelle raccolte Namco Museum Vol. 4 e Pac-Man Museum, su Virtual Console e su PlayStation Network.